# 石井常造
石井 常造（いしい つねぞう、1875年(明治8年)1月2日 - 没年不詳）は、日本の陸軍軍人、生気研究者。基隆要塞司令官を務めた陸軍少将で、また生気自強療法を唱え生気の医療への応用を図った。従四位勳三等功四級。

## 生涯
陸軍軍人
福島県若松市に生まれる。福島県士族石井七四郎の長男。陸軍士官学校7期を卒業し、1897年（明治30年）砲兵少尉任官。陸軍大学校在校中に日露戦争開戦を迎え、第2師団砲兵隊に属し出征。遼陽会戦、沙河会戦、黒溝台会戦、奉天会戦と歴戦した。戦後陸大18期を卒業。
陸軍砲工学校教官、対馬警備隊参謀、参謀本部部員、第17師団参謀長を経て、1921年（大正10年）7月、少将へ昇進。同日野戦砲兵第3旅団長に補される。次いで黒河内信次少将の後任として基隆要塞司令官に就任。1923年（大正13年）予備役編入となる。稚松会評議員。
生気研究
石井の唱えた『生気自強療法』は身体の神経を動かし運動を起こすことで生気を発生させ、疲労回復、病気治療に効果をもたらすというものであった。麹町に療養所を開設し、また生気に関する著作を刊行している。

## 栄典
位階
- 1913年（大正2年）3月10日 - 正六位[4]

勲章等
- 1940年（昭和15年）8月15日 - 紀元二千六百年祝典記念章[5]

## 著書
- 『軍人之修養及軍隊教育之真髄』 兵林館、1907年
- 『日露戦役余談』 陸軍大学校将校集会所、 1908年
- 『野戦砲兵戦術 全3巻』 不動書店、1908年
- 『最新基本戦術 前篇』 兵林館、1911年
- 『最新基本戦術 後篇』 兵林館、1912年
- 『修養史談』 兵林館、1913年
- 『奮闘の青年』 東京宝文館、1923年
- 『帝国の危機と国民の覚悟』 東京宝文館、1924年
- 『生気応用家庭看護法』 生気療養研究所、1925年
- 『生気自強療養法』生気療養研究所、1925年
- 『生気自強療法伝習録』 生気療養研究所、1925年
- 『生気自強療法独習録』 生気療養研究所、1927年
- 『生気を基礎とする体育概論』 生気研究社、1928年
- 『生気自強療法綱要』 生気療養研究所、1928年